# أليس لي موكيه
أليس لي موكيه (20 أكتوبر 1861 - 16 يوليو 1919) كانت رحالة أمريكية، وكاتبة، ومراسلة صحفية، ومصورة، ومدافعة عن حق المرأة في التصويت. كانت أيضًا واحدة من أوائل راكبات الدراجات في أمريكا.
بالإضافة إلى المقالات الصحفية حول مجموعة واسعة من المواضيع، والرواية، نشرت دالماتيا المبهجة (1914)، وهي قصة السفر عبر دلماسية قبل الحرب العالمية الأولى. وانتخبت لعضوية رابطة نساء القلم الأمريكيات في عام 1915.

## وقت مبكر من الحياة
كانت أليس لي هورنر ابنة القاضي تشارلز ويست هورنور، المحامي والمؤيد لإلغاء عقوبة الإعدام من عائلة فيلادلفيا كويكر، وزوجته الثانية سارة إليزابيث سميث من أوغستا، جورجيا. ولدت أليس في نيو أورلينز خلال الحرب الأهلية الأمريكية.
هناك بعض الالتباس حول سنة ميلاد أليس لي موكيه، من لعام 1916 تحدد تاريخ ميلادها في 20 أكتوبر 1865. ومع ذلك، فإن سجلات مكتبة الكونجرس تشير إلى أن سنة ميلادها هي 1863، ومقبرة الكونجرس، حيث دُفن رمادها، تشير إلى عام 1861. أتحقت أليس بالمدرسة العامة في مدرسة واشنطن الثانوية في جورج تاون.

## الحياة الشخصية

### الزواج الأول
حدث زواج أليس الأول "عندما كانت في سن المراهقة وكانت لا تزال فتاة في المدرسة." تزوجت من والتر كومونفورت سنيلينج (1859-1893) في 20 أكتوبر 1879، في واشنطن العاصمة. كانت سنيلينج مخترعًا حصل على براءة اختراع لآلة الجمع. أنجبا ثلاثة أبناء، الكيميائي والتر عثمان سنيلينج (1880–1965)، وهنري سنيلينج، وتشارلز هورنور سنيلينج (1887–1907).
ويبدو أن أليس أخذت دروسًا جامعية، بما في ذلك سنتين في القانون وثلاث سنوات في الطب. كانت مهتمة بالكيمياء، وأصبحت مصورة ماهرة، حيث قامت بالتطوير وصنع اللوحات بنفسها. بحلول عام 1890، كانت تنشر مقالات عن تقنية التصوير الفوتوغرافي في مجلات التصوير الفوتوغرافي الكبرى مثل مجلة ويلسون للتصوير الفوتوغرافي والنشرة السنوية الدولية لنشرة أنتوني للتصوير الفوتوغرافي، مثل أ. لي سنيلينج وأليس لي سنيلينج. شاركها ابنها والتر في هذه الاهتمامات، وهو كيميائي قام فيما بعد بتطوير طلاء حساس للضوء لورق الصور الفوتوغرافية باستخدام مادة تي إن تي.
توفي زوجها الأول، والتر كومونفورت سنيلينج، في الأول من يوليو عام 1893 في ويست تشيستر، بنسلفانيا.

### الزواج الثاني

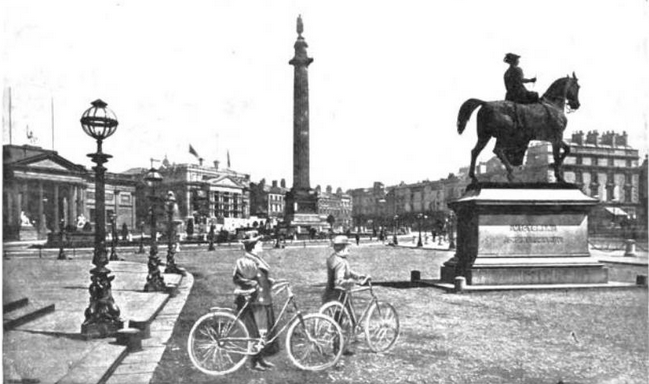
أليس وجون موكيه مع الدراجات، ساحة سانت جورج، لندن

تزوجت أليس من زوجها الثاني، جون أوليفر موكي، في 27 يونيو 1894. ولد جون أوليفر موكي في 26 مارس 1868، لأبوين كاثرين أرامينتا جويس (1837 - 1918) وجيمس إي موكي. كان لدى أليس وجون أوليفر موكي ابنة، فوليتا أليس موكي.
أصبحت أليس نشطة بشكل علني بشكل متزايد بعد وفاة زوجها الأول. انضمت إلى نقابة المؤلفين الأمريكيين عام 1893. كتبت للصحف حول مجموعة واسعة من المواضيع من أخبار مجتمع واشنطن وتقارير الاقتراع إلى ركوب الدراجات والسفر.

## ركوب الدراجات
كانت أليس لي موكيه رياضية متعطشة. 

"إن السيدة موكي من المتابعين المتحمسين لجميع الرياضات الخارجية، وهي لا تتزلج على الجليد والتجديف والدراجات فحسب، بل إنها سباحة ماهرة وتجيد استخدام البندقية." راكبة دراجة، في مواجهة معارضة اجتماعية قوية. مع جون أوليفر موكي.

قامت أليس بجولة في إنجلترا والقارة "بالعجلة"، ونشرت روايات عن الرحلة في نزهة: مجلة شهرية مصورة للرياضة والسفر والترفيه في عام 1895. تصف مدى حرج أزياء ركوب الدراجات المبكرة للنساء، والتي كانت تتطلب تنانير طويلة.
كنت سأُنبذ اجتماعيًا تمامًا لو تجرأت على الظهور على عجلة القيادة بزي ركوب الدراجات الذي أرتديه الآن. إن نساء اليوم ذوات القمصان القصيرة والتنانير القصيرة، اللاتي يركبن بمرح في حرية وراحة، لا يحلمن بما مررنا به في الأيام السابقة. – أليس لي موكيه.

## الصحة وتحسين النسل
كانت أليس لي موكيه عضوًا مؤسسًا في رابطة الآباء والمعلمين ونائبة رئيسه في وقت ما. تحدثت في الجلسة الأولى للمؤتمر الوطني للأمهات في واشنطن العاصمة، والتي عقدت في الفترة من 17 إلى 19 فبراير 1897. حضر المؤتمر أكثر من 2000 شخص: "أمهات، ولكن أيضًا آباء، ومعلمون، وعمال، ومشرعون".
تحدثت أليس عن "التكاثر والقانون الطبيعي". وأكدت أنه لا ينبغي بعد الآن النظر إلى صحة الطفولة كنتيجة لبعض التصميمات الإلهية التي لا توصف، بل كنتيجة منطقية ويمكن التنبؤ بها للقوانين الطبيعية التي تحكم صحه الوالدين. ودعت إلى التثقيف الصحي الشامل لتعزيز مستوى أعلى من الصحة. يجب على الأشخاص الذين يبحثون عن رفيق محتمل تقييم "حالتهم العقلية والمعنوية والجسدية" ومدى ملاءمتهم كآباء. يجب على الآباء المحتملين تثقيف أنفسهم واتباع أسلوب حياة صحي، قدر الإمكان، من أجل إنجاب أطفال أصحاء. وهذا الواجب واجب على كل من الأطفال والمجتمع ككل. ووفقاً لهذا المنطق، كانت صحة الأم وتعليمها ضروريين لصحة أطفالها، ولذلك شجعت المرأة على تثقيف نفسها وتصبح لائقة بدنياً. ينص موكي صراحةً على أن أولئك الذين لا يرغبون في أن يصبحوا آباءً يجب أن يكونوا أحرارًا في عدم القيام بذلك؛ يتم الترحيب بالأمومة المستنيرة والراغبة باعتبارها "إدراكًا ذكيًا للخطة الإلهية للإنجاب، أمومة مثالية وهادفة".
في الجلسة الثانية للمؤتمر الوطني للأمهات في واشنطن العاصمة، المنعقدة في الفترة من 2 إلى 7 مايو 1898، تحدثت عن "أخطاء الأمهات".
كانت أليس أول امرأة تتم دعوتها لمخاطبة الجمعية الطبية الأمريكية، وهو ما فعلته في مؤتمر عقد في الفترة من 6 إلى 9 يونيو 1899. وكان عنوانها "تشريعات الزواج المقيدة من وجهة نظر الزوجة والأم". "والمنزل" طُبع في دورية الجمعية الطبية الأمريكية." مرة أخرى، تناول خطابها العلوم والمجتمع وعلم تحسين النسل. وانتقدت "المحافظة العمياء"، بحجة أنه "بالنسبة لطالب علم الأحياء وعلم الاجتماع وعلم الأعراق، فإن "المؤسسة التي نسميها الزواج...متطابقة في الغرض" من التزاوج في الحيوانات الدنيا.: 526  دعت إلى اختبارات الدم الإلزامية قبل الزواج للكشف عن الأمراض المنقولة جنسيا مثل مرض الزهري، والذي كان غير قابل للعلاج ويسبب تشوهات خلقية مروعة. أكد أن علماء الأخلاق يجب أن يعترفوا يومًا ما "بحقوق الجنين"، ودعموا التعقيم إذا كان من المحتمل أن تسبب الوراثة أو المرض "جريمة ضد النسل".
في مقالتها "أمومة متعلمة"، التي نشرت في مجلة وستمنستر ريفيو لعام 1900، من الواضح أنها تنظر إلى العلم كوسيلة للتغيير التدريجي وعلاج أمراض المجتمع.
إن الروح الحقيقية للجهد الخيري تعترف بضرورة ليس فقط تخفيف الشرور التي لدينا، ولكن أيضًا الالتزام العاجل بالبحث عن أسبابها واكتشافها، حتى يتم التوصل إلى علاج في نهاية المطاف، حيث يستفيد الجنس البشري بأكمله. أليس لي موكيه، 1900.

## حق الاقتراع
تتشابك أفكار أليس حول حق الاقتراع والصحة وتحسين النسل بشكل وثيق. كانت صحة المرأة هدفًا في حد ذاته، ووسيلة لمستقبل أفضل من خلال تحسين النسل، ومبررًا لحق المرأة في التصويت.
النساء، كطبقة، لا يعرفن سوى القليل عن أنفسهن. يتم تحرير عقولهم من الحدود الضيقة التي حددت سابقًا من خلال التحيز الجنسي السخيف باعتباره "مجال المرأة"، ومع عقلها المستنير جاء أفق أوسع، وكسر القيود القديمة التي كانت تجعل الجنس أسيرًا؛ لكن تحررها لم يأت، ولن يأتي حتى تكمل تعليمها. يجب أن يبدأ تعليم المستقبل هذا من البداية بالجسد، وليس بالعقل كما نحاول الآن في النهاية. – أليس لي موكيه، 1900.
شاركت أليس بقوة في حركة الاقتراع بحلول عام 1914-1915. أدرجتها من يكون من كممثلة صحفية في واشنطن للجمعية الوطنية الأمريكية للمطالبة بحق المرأة في الاقتراع، والرئيسة الصحفية لمجلس حق المرأة في واشنطن، ومحررة أخبار "بوت بوي" (الوعاء المغلي) في واشنطن. تمت إعادة طبع هذه الأخبار وميزة الاقتراع في منشورات مثل سان أنطونيو إكسبريس، المزارع والميكانيكي وتينيسي.
تصف مقالات موكيه بالتفصيل حملة "بوتقة الانصهار" عام 1914 التي تبرعت فيها نساء واشنطن بأشياء من الذهب والفضة لصهرها لجمع الأموال لحملة الاقتراع الوطنية. ذكرت صحيفة واشنطن هيرالد بتاريخ 7 مارس 1917 أن أليس كانت "في المنزل" في مقر إقامتها الجديد في 1641 هارفارد تيراس، واشنطن العاصمة، بين أنشطة الاقتراع بما في ذلك كرة الاقتراع والبازار في مي كاريمي وحفل استقبال في الوطنية الأمريكية مقر حق المرأة في التصويت في 1626 شارع رود آيلاند.

## المرأة في زمن الحرب
في عام 1897، أنتخبت أليس نائبًا عامًا للرابطة النسائية الكوبية التي شكلت حديثًا. كانت لديها مشاعر قوية تجاه الحرب الإسبانية الأمريكية، وكتبت الشعر الوطني، ونقلت عنها الصحف.
كان موقفها، آنذاك وأثناء الحرب العالمية الأولى، هو أن "المرأة الوطنية اللائقة جسديًا" قادرة على الخدمة في نفس المناصب التي يشغلها الرجل. وأشارت إلى أن الممرضات قد أظهرن بالفعل "أعصابهن وبطولتهن وشجاعتهن" في ظروف ساحة المعركة ويواجهن نفس المخاطر التي يواجهها الرجال. وحثت "بنات كولومبيا الرائعات" على شغل وظائف في المنزل مثل "مستكشفي الطائرات، وسائقي سيارات الإسعاف، والمراقبين، وسلاح الرشاشات" وغيرهم، لتمكين المزيد من الرجال من الذهاب إلى الجبهة. لقد ضربت مثالاً من خلال الخدمة في منظمة المساعدة التطوعية النسائية التابعة لفيلق السيارات خلال الحرب العالمية الأولى.
وكانت واحدة من مندوبات من النساء إلى مؤتمر الأمن القومي في يناير 1916، وهو منتدى مفتوح حول الدفاع الوطني.

## كتب
بالإضافة إلى العديد من المقالات، نشرت أليس كتابين تحت اسم أليس لي موكيه. ابنة سيد الجسد (1897) تمت الإشارة إليها في صحيفة نيويورك تايمز باعتبارها رواية "رائعة ومثيرة".
الأكثر شهرة كان فيلم دالماتيا المبهجة (1914)، وهو قصة السفر مع جون أوليفر موكيه في دالماتيا قبل الحرب العالمية الأولى. توضح أليس أن دالماتيا هي "جولة زفافهم" التاسعة، حيث يقومون بجولة واحدة "كل عام". تكتب عن النساء الدلماسيات: "أنا سعيدة للغاية لأنني لم أولد دلماسية - أو أشعر أنني متأكدة من أنني سأكون من قاذفات القنابل، وصب الأحماض، والكرواتية بحق المرأة في التصويت!" على الرغم من أنها تصور نفسها على أنها طائشة إلى حد ما، إلا أن أوصافها لدالماتيا دقيقة ومفصلة وواسعة المعرفة. إن وصفها لدالماتيا قبل الحرب العالمية الأولى مباشرة يضيف اهتمامًا إضافيًا إلى حسابها. الكتاب مزود بصور توضيحية في جميع أنحاء الكتاب، على الرغم من الحظر العسكري على التقاط الصور في العديد من الأماكن التي زاروها. لقد "حقق نجاحًا كبيرًا كأحد كتب الحرب لهذا العام".
عضو في نقابة المؤلفين الأمريكيين منذ عام 1893، وانتخبت أليس لعضوية رابطة نساء القلم الأمريكيات في مايو 1915. حصلت على ميدالية من الجمعية الأكاديمية للتاريخ الدولي.

## الوفاة

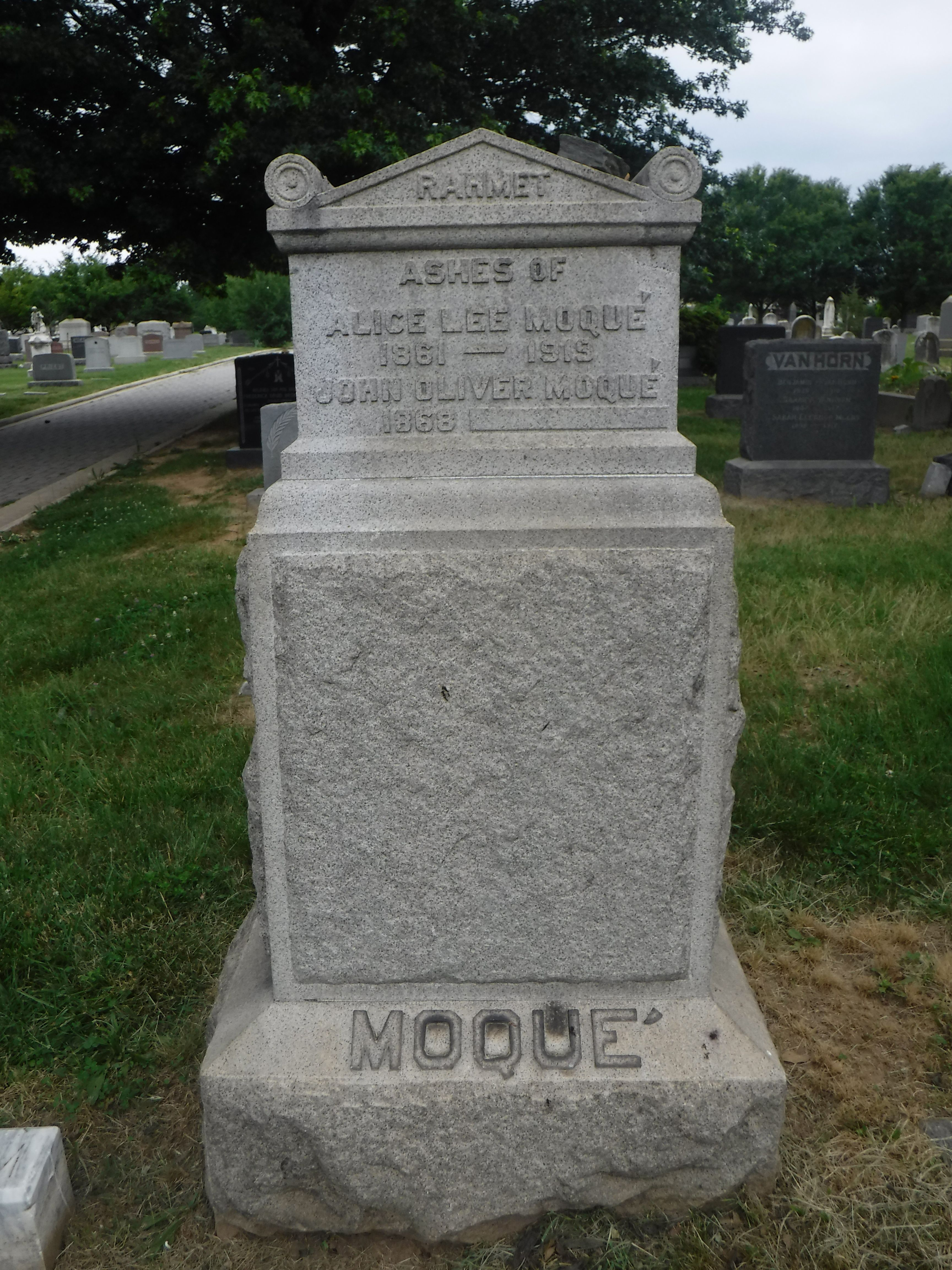
قبر أليس لي موكيه، مقبرة الكونجرس في واشنطن.

توفيت أليس في 16 يوليو 1919 بسبب مضاعفات أصيبت بكسر في ساقها. أقيمت مراسم الجنازة في 18 يوليو 1919. وكانت قد خططت لطقوس الجنازة الخاصة بها وطلبت حرق جثتها. دفن رمادها في قطعة الأرض R61/261 بمقبرة الكونجرس بواشنطن في 23 أغسطس 1919. تركت 100 دولار لكل من ابنيها والتر وهنري، اللذين كانا بالغين مستقلين بالفعل. ذهب باقي ممتلكاتها إلى زوجها الثاني، جون أوليفر موكي.
تزوج جون أوليفر موكي لاحقًا من ماري إيدا كول. توفي في 13 يناير 1942. على الرغم من إدراج اسمه وسنة ميلاده على شاهد قبر أليس لي موكيه، إلا أنه دُفن مع ماري إيدا كول في مقبرة فورت لينكولن في برينتوود بولاية ماريلاند.